# Veli-Matti Lindström
Veli-Matti Olavi Lindström (Nastola, 1983. november 15. –) finn síugró, 179  centiméter magas, 60  kilogramm tömegű.
1988-ban kezdett síelni, 1999 óta versenyez a Világkupában. Első pontját 2000. november 22-én szerezte Kuopióban. 5 alkalommal állt dobogón egyéni versenyen, és még négyszer a finn válogatottal. A Salt Lake City-beli olimpián ezüstérmet nyert a csapatversenyben, a nagysáncon. A normálsáncon az 5. helyezést érte el.
Lindström két aranyérmet nyert a Sírepülő Világbajnokságon Planicában, Szlovéniában a finn csapattal, 2002-ben és 2003-ban.
2004-ben kis híján megdöntötte Matti Hautamaeki fennálló világrekordját, de 232 és fél méterből elesett. Abban az évben érte el legjobb helyezését a Síugró-világkupa  összetettben: 15. lett, 476 ponttal. 2005-ben 8 ponttal zárta az idényt a 77. helyen.
A 2005–2006-os szezonban csak a Kontinentális Kupában jutott szóhoz. 232 ponttal 31. lett. Utoljára 2006. március 18-án, az utolsó, planicai verseny előtt tudott bekerülni a válogatott keretébe, de a versenyre nem tudta kvalifikálni magát.
A Kontinentális Kupa 2006. nyári idényében jelenleg 42., 28 ponttal. A finn bajnokságban, Kuopióban 9. lett.
A 2006–07-es szezon első versenyén, november 24-én, Kuusamóban 4. lett, miután több mint egy évig nem szerepelt Világkupa-versenyen. Jelenleg 72 ponttal 10. az összetettben.
Jelenleg a Lahden Hiihtoseura csapatában edz.
Egyelőre még nőtlen.